# Paul Methuen
Paul Methuen (1672 - 11 avril 1757) est un diplomate anglais et homme politique whig qui siège à la Chambre des communes entre 1708 et 1747.

## Jeunesse
Il est né à Bradford-on-Avon, dans le Wiltshire, fils de John Methuen et de son épouse Mary Cheevers, fille de Seacole Cheevers (ou Chivers). Le mariage de ses parents est malheureux et ils se séparent quand il est adolescent. Son père hérite du manoir de Bishops Cannings, près de Devizes. Il fait ses études privées dans une école jésuite à Paris .

## Carrière diplomatique
Il se rend à Lisbonne en 1691, lorsque son père y est nommé ministre. Il acquiert une expérience diplomatique précieuse et l'estime du roi Pierre II. Pendant deux absences de son père, il devient chargé d'affaires, devenant ministre à la nomination de son père en tant que Lord Chancelier d'Irlande en 1697. Il est incapable d'empêcher une alliance franco-portugaise en 1701. Lorsque son père retourne au Portugal en 1702, comme envoyé spécial et ils réussissent à rompre l’alliance en 1703. Cela conduit au Traité de Methuen entre l'Angleterre et le Portugal, base du monopole britannique du commerce portugais pendant une grande partie du XVIIIe siècle. Son père reste au Portugal en tant qu'ambassadeur. En 1705, Methuen sert dans l'armée et participe à la capture de Gibraltar. À son retour en Angleterre pour se procurer du matériel militaire, il est nommé ministre auprès de la Savoie, mais succède à son père comme ambassadeur au Portugal à la mort de ce dernier en juillet 1706 .

## Carrière politique
Il est toujours à l'étranger lorsqu'il est élu député de Devizes aux élections générales de 1708. Il exerce les fonctions de Lord de l'Amirauté de 1709 à 1710. Lors des élections générales de 1710, il est réélu initialement à Devizes mais ses adversaires sont finalement déclarés élus. Il est élu député de Brackley aux élections générales de 1713 pour défendre les intérêts du duc de Bridgwater, mais est démis de ses fonctions le 20 avril 1714 à la suite d'une pétition. En 1714, il est nommé lord du Trésor et admis au conseil privé le 29 octobre 1714 .
Aux élections générales de 1715, il est réélu sans opposition en tant que député de Brackley. En 1715, il est envoyé comme ambassadeur en Espagne et au Maroc pour négocier un traité commercial, mais doit rentrer pour cause de maladie. Il devient secrétaire d'État du Département du Sud en 1716 mais démissionne avec Robert Walpole en 1717. Lorsque Walpole reprend ses fonctions en 1720, il devient contrôleur de la maison royale. En 1722, il est réélu sans opposition à Brackley et échange ses fonctions en 1725 pour devenir trésorier de la maison. Il est fait chevalier de l'Ordre du Bain par George Ier en mai 1725. Il est réélu député de Brackley aux élections générales de 1727, 1734 et 1741, mais après la mort de son patron, le duc de Bridgwater, il ne se représente pas à Brackley aux élections générales de 1747 .

## La mort et l'héritage
Methuen meurt célibataire en 1757 et est enterré dans le bas-côté sud de l'Abbaye de Westminster, près de son père John. Son seul frère, Henry, a été tué dans une bagarre à Lisbonne en 1694. Son héritier est son cousin Paul Methuen, pour qui il achète Corsham Court . Le petit-fils de Paul est créé baron Methuen.
Methuen, Massachusetts, est nommé den son honneur; c'est la seule localité au monde qui porte son nom.

## Remarques
- (en) Cet article est partiellement ou en totalité issu de l’article de Wikipédia en anglais intitulé « Paul Methuen (diplomat) » (voir la liste des auteurs).

1. 1 2 3  « METHUEN, Paul (1672-1757), of Bishops Cannings, Wilts. », History of Parliament Online (1690-1715) (consulté le 27 septembre 2018)
2. 1 2  « METHUEN, Paul (c.1672-1757), of Bishops Cannings, Wilts. », History of Parliament Online (1715-1754) (consulté le 27 septembre 2018)